# Dicastero per la promozione dell'unità dei cristiani
Il Dicastero per la promozione dell'unità dei cristiani (in latino Dicasterium ad unitatem christianorum fovendam) è uno dei 16 dicasteri della Curia romana.

## Storia
Papa Giovanni XXIII aveva creato il 5 giugno 1960 il Segretariato per la promozione dell'unità dei cristiani, che era una delle commissioni preparatorie del concilio; il cardinale Augustin Bea, S.I., ne fu il primo presidente.
Alla fine del concilio, nel 1966, papa Paolo VI confermò il Segretariato per la promozione dell'unità dei cristiani come un dicastero permanente della Curia romana. La costituzione apostolica Pastor Bonus di papa Giovanni Paolo II (28 giugno 1988) cambiò il nome del segretariato in "Pontificio consiglio per la promozione dell'unità dei cristiani", nome che divenne effettivo a partire dal 1º marzo dello stesso anno.
Con la costituzione apostolica Praedicate evangelium del 19 marzo 2022 ha assunto l'attuale denominazione.

## Funzioni
L'ambito di competenza del dicastero è definito dagli articoli 142-146 della Praedicate evangelium.
Spetta al dicastero:
1. Promuovere nella Chiesa cattolica un autentico spirito ecumenico, in linea con il decreto Unitatis redintegratio del concilio Vaticano II.
2. Sviluppare il dialogo e la collaborazione con le altre Chiese cristiane.

Attualmente, il Dicastero è impegnato nel dialogo teologico internazionale con le seguenti chiese:
- Chiesa ortodossa
- Chiesa ortodossa copta
- Chiese malabariche
- Comunione anglicana
- Federazione mondiale luterana
- Consiglio metodista mondiale
- Alleanza mondiale battista
- Chiesa cristiana discepoli di Cristo
- Qualche gruppo pentecostale

Il Dicastero cerca di promuovere l'unità anche con gli evangelici.
Nell'ambito del Dicastero è istituita anche la Commissione della Santa Sede per i rapporti religiosi con l'ebraismo.

## Cronotassi

### Prefetti
Dal 1960 al 2022 con il titolo di presidente, dal 2022 ad oggi con il titolo di prefetto.
Segretariato per la promozione dell'unità dei cristiani
- Cardinale Augustin Bea, S.I. † (6 giugno 1960 - 16 novembre 1968 deceduto)
- Cardinale Johannes Willebrands † (12 aprile 1969 - 28 giugno 1988 divenuto presidente del pontificio consiglio)

Pontificio consiglio per la promozione dell'unità dei cristiani
- Cardinale Johannes Willebrands † (28 giugno 1988 - 12 dicembre 1989 ritirato)
- Cardinale Edward Idris Cassidy † (12 dicembre 1989 - 3 marzo 2001 ritirato)
- Cardinale Walter Kasper (3 marzo 2001 - 1º luglio 2010 ritirato)
- Cardinale Kurt Koch (1º luglio 2010 – 5 giugno 2022 divenuto prefetto del medesimo dicastero)

Dicastero per la promozione dell'unità dei cristiani
- Cardinale Kurt Koch, dal 5 giugno 2022

### Vicepresidenti
- Cardinale John Carmel Heenan (1964 - 1970 dimesso)
- Vescovo Emiel-Jozef De Smedt (1964 - 1970 dimesso)
- Vescovo Ramón Torrella Cascante † (20 dicembre 1975 - 11 aprile 1983 nominato arcivescovo di Tarragona)

### Segretari
- Vescovo Johannes Willebrands † (28 giugno 1960 - 12 aprile 1969 nominato presidente del medesimo dicastero)
- Presbitero Jean Jérôme Hamer, O.P. † (12 aprile 1969 - 14 giugno 1973 nominato segretario della Congregazione per la dottrina della fede)
- Monsignore Charles Moeller † (1973 - 1981 dimesso)
- Vescovo Pierre François Marie Joseph Duprey, M.Afr. † (25 aprile 1983 - 16 marzo 1999 ritirato)
- Cardinale Walter Kasper (16 marzo 1999 - 3 marzo 2001 nominato presidente del medesimo dicastero)
- Vescovo Marc Ouellet, P.S.S. (3 marzo 2001 - 15 novembre 2002 nominato arcivescovo Québec)
- Vescovo Brian Farrell, L.C. (19 dicembre 2002 - 8 febbraio 2024 ritirato)
- Arcivescovo Flavio Pace, dal 23 febbraio 2024

### Segretari aggiunti
- Presbitero Jean Jérôme Hamer, O.P. (1966 - 12 aprile 1969 nominato segretario del medesimo dicastero)
- Vescovo Jean-Claude Périsset (16 novembre 1996 - 12 novembre 1998 nominato nunzio apostolico in Romania)

### Sottosegretari
- Presbitero Jean-François Arrighi (1963 - 17 aprile 1985 nominato vicepresidente del Pontificio consiglio per la famiglia)
- Presbitero Pierre François Marie Joseph Duprey, M.Afr. (1963 - 25 aprile 1983 nominato segretario dello stesso dicastero e vicepresidente della Commissione per i rapporti religiosi con l'ebraismo)
- Presbitero John Basil Meeking (1985 - 30 marzo 1987 nominato vescovo di Christchurch)
- Monsignore Eleuterio Francesco Fortino (14 maggio 1987 - 22 settembre 2010 deceduto)
- Presbitero Andrea Palmieri, dal 4 settembre 2012